# 伊莎貝拉省

伊莎貝拉省

伊莎貝拉省（英語：Isabela Province），是一個位於菲律賓呂宋島的省份。首府為伊拉甘。名称来自西班牙女王伊莎贝拉二世，當時安東尼奧·德·烏爾比茲通多·埃吉亞是菲律賓的總督。這個新省份是為了紀念西班牙女王伊莎貝拉二世而命名的，其正式名稱是伊莎貝拉·德·呂宋。

根據地圖顯示方位，其位於呂宋島的北部，向北的位置為卡加延省；向西的位置為高山省；向東的位置為菲律賓海；向南的位置則是面對奧羅拉省。
這個以農業為主的省份是呂宋島的水稻和玉米糧倉，因其平原和起伏的地形。2012年，該省以 1,209,524 公噸被宣佈為該國最大的玉米生產國。伊莎貝拉也被宣佈為菲律賓的第二大水稻生產省。截至2021年，伊莎貝拉是菲律賓第9最富有的省份。

## 簡介
- 隸屬地區：卡加延河谷
- 時區：GMT+8
- 使用語言：英語、他加祿語、Ilokano
- 人口：1,593,566人（2015年）[1]
- 面積：12,556.8平方公里